# Chapelle Notre-Dame-des-Bois d'Erbsenthal
La chapelle Notre-Dame des Bois se situe dans la commune française d'Eguelshardt et le département de la Moselle. L'édifice se trouve en dehors du village, en plein cœur de la forêt, à l'écart d'Erbsenthal.

## Histoire

### Construction
En 1859, Malvina Creutzer, la fille du propriétaire du domaine d'Erbsenthal, fait construire la chapelle telle qu'elle existe aujourd'hui, sur l'emplacement d'une ancienne chapelle sans doute détruite pendant la guerre de Trente Ans. La nouvelle chapelle est bâtie en grès et en pierre de taille et est couverte de  tuiles plates, de bois et d'ardoise. Elle suit un plan allongé, à vaisseau unique avec une voûte d'ogives. Il s'agit d'une église-grange à chevet polygonal. Elle possède un campanile sur la première travée de la nef. Son toit est à longs pans, avec croupe et flèche polygonale.

### Dégradations et réparations
Après la Seconde Guerre mondiale, bien qu'encore debout, la chapelle est meurtrie : la toiture est endommagée, les bancs, les chandeliers ainsi que la statue de Notre-Dame ont disparu, de même que le reste des objets de culte. Les murs à l'intérieur étaient couverts de haut en bas d'inscriptions, de noms de soldats de la Ligne Maginot. Elle a même servie d'écurie. La porte d'entrée est grise, sans couleur. Il manque une rangée de lettres à l'inscription au-dessus du portique, qui, complète, serait : Notre-Dame-des-Bois Priez Pour Nous. La grille de fer à l'intérieur est entièrement rouillée. Cette description est due au curé Langenfeld de Saint-Louis-lès-Bitche, né en 1902 à l'Erbsenthal, alors que son père était régisseur auprès de la famille de Creutzer. Il y a vécu neuf ans avec ses trois frères et sœurs. En 1967, il retourne au domaine afin de revoir la terre de son enfance. Pour accéder à la chapelle, il doit passer par-dessus un grillage qui entoure les environs de la chapelle et c'est là qu'il découvre la désolation. Il veut réagir, mais ne sait comment s'y prendre, le domaine étant privé. Dans les années 1970-1971, il cherche en vain une photo de sa maison natale mais personne ne peut l'aider. Le 14 juillet 1973, il retourne au domaine avec sa famille et rencontre sur place une famille originaire de Illkirch. Ils font connaissance et se mettent de suite d'accord : la famille Ulrich s'engage à fournir la statue de la Sainte Vierge et promet d'aider à la restauration de la chapelle. 
C'est ainsi qu'en été 1973, l'abbé Langenfeld vient tous les mercredis au domaine avec truelle, plâtre, eau, seaux et provisions jusque tard dans la nuit. Souvent, seul toute la journée, il peut travailler sans gêne. Il refait à neuf tous les murs et répare le toit. En mai et juin 1974, la famille Rimlinger lui propose son aide. Le 14 juillet 1974 il organise une petite fête en compagnie des familles Ulrich et Rimlinger. Après avoir célébré une messe en l'honneur de la Vierge Marie, ils bénissent la statue de Notre-Dame, deux anges et la cloche, qui était longtemps considérée comme perdue. En effet l'abbé Langenfeld est monté, au début de ses travaux de restauration, dans le campanile et sur le toit, et ne peut voir la cloche du fait de l'obscurité. Jean-Pierre Mischler lui affirme qu'une cloche a été trouvée en forêt après la guerre et qu'il l'a donné à sa famille, dans le village de Bousseviller, du fait de l'absence de cloche dans cette paroisse. Cependant, cette dernière n'est pas celle de l'Erbsenthal. C'est pourquoi l'abbé Langenfeld remonte dans le campanile, mais cette fois avec une lampe de poche. Comme il l'espérait, il retrouve la cloche. Or il était impossible de la faire sonner, car le battant était cassé. Il est réparé dans une forge à Saint-Louis-lès-Bitche.

### Époque contemporaine
L'abbé Scheidt, administrateur d'Eguelshardt, obtient de la famille de Dietrich, actuelle propriétaires du domaine, l'autorisation renouvelable chaque année, d'ouvrir la chapelle à un pèlerinage qui a lieu tous les lundis de Pentecôte depuis 1974. En 1987, la toiture est rénovée, l'abbé Langenfeld rafraîchit l'intérieur et les vitraux sont réparés par la famille de Dietrich en 1989. La chapelle est inscrite à l'Inventaire topographique de la région Lorraine. Depuis ces dernières années, la chapelle accueille plusieurs centaines de touristes qui se promènent dans les forêts de Hanau, ou tout simplement des habitués qui aiment se recueillir dans cet endroit.

## Éléments d'architecture

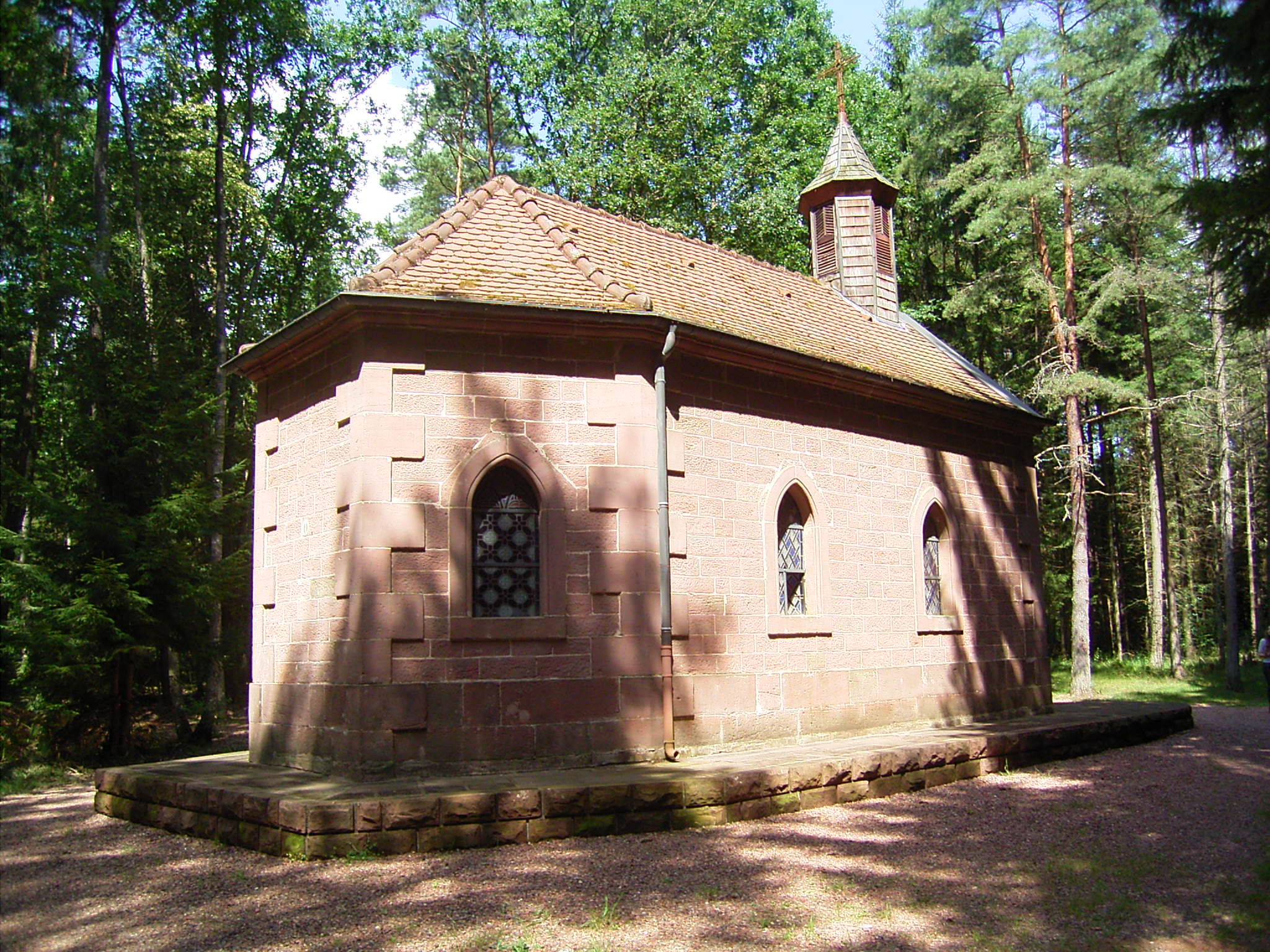
Abside de la chapelle

En 1860, le curé Cordier de Bitche, dans une lettre adressée à Monseigneur Dupont des Loges, évêque de Metz, demande l'autorisation d'y célébrer la " Sainte Messe ". Il lui adresse un descriptif très détaillé de la chapelle : " Bâtie dans le style ogival du treizième siècle sur la lisière d'un bosquet de pins, la Chapelle a dix mètres de longueur sur trois mètres de largeur et quatre mètres de hauteur. Elle est surmontée d'un élégant campanile et a six fenêtres latérales garnies de vitraux. L'autel en pierre sculptée a deux mètres soixante centimètres de largeur sur un mètre de hauteur. Un tabernacle en pierre renfermant un coffre en fer à serrure indécrochetable, un crucifix et quatre chandeliers forment la garniture de l'autel. La Chapelle possède un magnifique calice en vermeil, une riche statue représentant la Vierge-Mère et quatre belles chasubles, dont l'une en drap d'or et les autres en velours, selon les couleurs liturgiques. Tous les autres objets concernant le Saint Sacrifice de la messe et l'ornementation, sont dignes du saint emploi auquel ils sont destinés. "